# 九段会館テラス
九段会館テラス（くだんかいかんテラス）は、東京都千代田区九段南に所在する複合ビル。国の登録文化財である旧九段会館のファサードの一部を残した保存棟とオフィスフロアを備えた新築棟からなる。

## 概要
終戦後に軍人会館は、連合国軍最高司令官総司令部（GHQ）に接収され、進駐軍宿舎となり、「アーミーホール」と呼ばれた。その後、日本遺族会に無償貸与され、1957年（昭和32年）九段会館として開業し、日本を代表する結婚披露宴会場として有名となった。しかし、2011年（平成23年）の東日本大震災でホールの天井が崩落。死傷者が出て廃業に追い込まれ、土地と建物は国に返還された。
2016年（平成28年）9月、財務省関東財務局は土地・建物の処理方針を決定。一部を保存しつつ、敷地を借りて高度利用する事業者を入札で決めることになり、17年に東急不動産・鹿島・梓設計コンソーシアムが落札した。
コンソーシアムでは、旧九段会館の北側と東側の2面を保存することとし、コンペの要件では東側部分は復原的整備が認められていたが、「そのままを残す」にこだわった。解体した部分には、高度利用を図る新築部分を増築し、計画地は特別史跡「江戸城跡」に直接面することから、お濠沿いの田安門と清水門を繋ぐ歩行者デッキを整備。また正面玄関前には24時間開放の九段ひろばを設け、その一角には、都市計画道路の計画のために移転先を探す交番のための敷地を用意した。
施工現場は、鹿島、竹中工務店、アクティオ、カナモトの4社が共同開発したタワークレーンの遠隔操作システム「TawaRemo」を初導入するなど、最新技術を実用化する現場でもあった。

## 施設構成
地下1階にクリニックモールを配したほか、地下1階と1階には、東急不動産が都内を中心に展開する会員制シェアオフィス、「Business-Airport Kudanshita」があり、地下1階に「Business-Airport Café」と、「九段食堂 KUDAN- SHOKUDO for the Public Good」を併設している。
保存部分2階・3階及び新築部分の3階には、インフィールドが運営する「九段会館テラス コンファレンス＆バンケット」が開業し、創建時の姿を復原した「真珠」、「鳳凰」の2つの宴会場と新しい8つの会議室がある。2つの宴会場は、バリューマネジメントと提携し、クラシカルで重厚な雰囲気の中での結婚式をプロデュースする。加えて保存部分2階～4階には、約20～80坪の小規模オフィス「九段会館テラス Classic Office」も用意した。
4階には旧会館を管理していた日本遺族会と九段会館テラスギャラリー、5階には屋上庭園がある。1階と5階ではコンビニとカフェや洋食レストランも営業する。
6階～17階はオフィスとなり、基準階の貸し床面積は約2500㎡。

## 免震化工事
保存棟の改修では免震レトロフィット工法を採用し、新築棟は制振構造とした。免震化工事では、保存棟地下の柱に免震装置（ブリヂストン製の鉛プラグ入り積層ゴム）を合計68基設置した。大地震時の地上部の層間変形角を1000分の1以下に抑える。地上部は、正面玄関の最前部を支える4本の柱の下に免震装置（滑り支承）を挿入した。これら免震化は2年がかりの大工事だった。